# Западни Бронкс
Западни Бронкс је регија која заједно са Источним Бронксом чини њујоршки округ Бронкс. Регија лежи западно од реке Бронкс. 
Западни Бронкс је гушће насељен од Источног Бронкса и ближи је Горњем Менхетну. Од краја 17. до средине 19. века ово је обухватало централни и јужни део града Јонкерса, али је тада постао одвојени град који се звао Кингзбриџ. 1874. године тадашњи градови Кингзбриџ, Вест Фармс и Моризанија пребачени су у округ Њујорк, постајући прво подручје изван Менхетна, којем је анектирао Град Њујорк. Данашњи Западни Бронкс, тада је био познат као "Приложени округ". Године 1895. град је припојио модерни Источни Бронкс, а 1898. године западни округ Квинс (а остатак града Источног Квинса постао је новоосновани округ Насау), читав град Бруклин ( данашњи округ Бруклин) и читав округ Ричмонд (данашњи округ Стејтен Ајленд) који чине консолидовани град Њујорк.
Физички су западни делови Бронкса брдовити, а доминира низ паралелних гребена који тече од југа до севера. Западни Бронкс има старије стамбене зграде, јавне стамбене комплексе са малим приходима, вишечлане куће у подручјима са нижим приходима, као и веће станове за једну породицу у имућнијим областима као што је Ривердејл. Укључује трећи највећи парк у Њујорку Ван Кортланд парк који се протеже дуж границе Вестчестер-Бронкс. Велики конкурс, широки гребен булевара пролази кроз подручје од севера до југа. Будући да Западни Бронкс користи исти систем нумерисања улица као и Менхетн, велики делови улица означени као "исток" (нпр. Источна 161. улица) могу се заправо налазити западно од реке Бронкс. То је зато што на исток и запад деле Пета авенија на Менхетну и авенија Џером у Бронксу, која је директно северно од Пете авеније. Авенија Џеронима била је отприлике средишња линија оригиналног анексираног округа, мада не и проширеног модерног Бронкса.
Пре 1970-их, Њујорчани су генерално видели Бронкс као подељен на његове источне и западне половине. Међутим, са урбаним пропадањем који је погодио југозападни Бронкс, почевши од 1960-их, људи су почели да виде град који је у основи подељен између југозападног подручја („Јужни Бронкс“) и осталих делова.
У Западном Бронксу налази се стадион Јенки. 

## Насеља
Насеља у Западном Бронксу укључују:
Из града Кингсбриџа (првобитно Јужни део града Јонкерса):
- Кингсбриџ Хајтс
- Кингсбриџ
- Ривердејл
- Спјутен Дајвил
- Вудлоун

Из града Моризијане (обухвата подручја која се сада сматрају Јужним Бронксом.):
- Порт Морис
- Мот Хејвен
- Мелроуз
- Моризанија (изворно Моризанија Вилиџ.)
- Конгрес
- Источна Моризанија
- Лонгвуд
- Хајбриџ

Из града Западни Фармс: 
- Западни Фармс
- Хантс Поинт
- Источни Тремонт
- Тремонт
- Морис Хајтс
- Универзитетске висине
- Белмонт
- Фордхам
- Фордхам-Бедфорд
- Бедфорд Парк
- Мосолу Парквеј
- Норвуд